# Station touristique Duchesnay
Pour les articles homonymes, voir Duchesnay.
La Station touristique Duchesnay, autrefois désigné « Sanctuaire de Duchesnay », est un parc de villégiature situé en bordure du lac Saint-Joseph, dans la municipalité régionale de comté de La Jacques-Cartier, dans la région administrative de la Capitale-Nationale, au Québec (Canada). Le territoire de cette station s'étend sur plusieurs municipalités: Lac-Saint-Joseph, Sainte-Catherine-de-la-Jacques-Cartier (au sud), Lac-Sergent et Saint-Raymond (au nord). Duchesnay est exploitée par la Société des établissements de plein air du Québec (SÉPAQ).

## Géographie

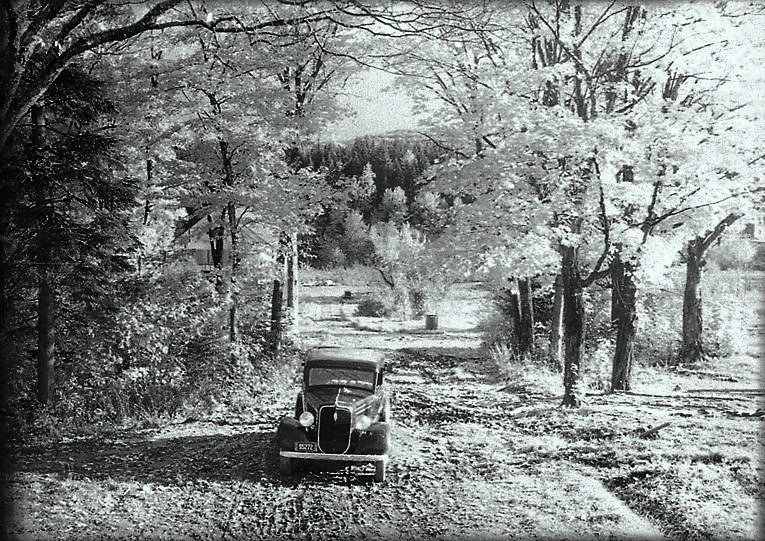
En 1935.

Situé à une trentaine de kilomètres à l'ouest de la ville de Québec, ce centre de la nature s'étend sur 89 km² sur la rive ouest, nord et est du lac Saint-Joseph. Les principaux lacs de ce territoire sont le lac de Claire (au nord), le lac au Chien, le lac aux Deux Truites, le lac au Ventre Rouge et le lac au Cèdre. La station touristique contourne du côté est et sud le lac Sept Îles.
Le territoire de la station s'étend entre le lac Sept Îles (au nord-ouest) jusqu'au lac de Claire (au nord). À l'ouest, la limite du territoire est proche du lac Sergent. Au sud-ouest, le territoire inclut le barrage Duchesnay à l'embouchure du lac Saint-Joseph. À l'est, le territoire s'étend jusqu'au mont Sorrel. Le territoire comprend plusieurs montagnes dont un sommet atteint 422 m et un autre de 381 m.
À 159 m d'altitude, les eaux du lac Saint-Joseph sont retenues par le barrage de Duchesnay, érigé à l'embouchure dans le territoire de Sainte-Catherine-de-la-Jacques-Cartier. Les eaux se déversent dans la rivière Ontaritzi (longue de 4,5 km, mesurée en suivant le courant) qui se dirige à priori à partir du barrage sur 600 m vers l'ouest, puis bifurque vers le sud-est pour couler sur 2,1 km. Finalement, elle se déverse dans la rivière Jacques-Cartier, en contournant l'Île à Prévost située à l'embouchure, soit en face du village de Sainte-Catherine-de-la-Jacques-Cartier. La rivière Ontaritzi coule entièrement dans le territoire de Sainte-Catherine-de-la-Jacques-Cartier.
Les principales routes d'accès desservant cette station touristique sont:
- le boulevard Thomas Maher qui fait le tour du lac Lac Saint-Joseph; sauf au sud-est dans le territoire de Fossambault-sur-le-Lac où il est désigné "route de Fossambault" ;
- le chemin de la Grande Ligne qui passe au sud des montagnes dans le secteur Duchesnay; à l'ouest, au nord du lac Sergent, cette route est nommée "chemin Tour du lac Nord" ;
- le chemin du Lac Sept-Îles qui contourne le lac Sept Îles ;
- plusieurs routes forestières desservent le territoire.

## Principaux attraits
La Station touristique Duchesnay offre de nombreuses activités récréotouristiques sur quatre saisons: randonnée, ski de fond, raquettes, balade en traîneau à chiens, pêche blanche, motoneige, ski Hok, canotage, kayak, pédalo, escalade, tir à l'arc, activités guidées, glissade, vélo, excursion d'arbre en arbre, observation de la nature, observation de l'ours, équitation, quad, marina, plage et baignade... En sus, la station est équipée d'un super labyrinthe Inukshuk et d'un spa "Tyst Trädgård" d'inspiration scandinave. Ce centre de la nature offre des séjours en refuge ou à l'Auberge Duchesnay.

### Pistes forestières de la Station touristique
Généralement, dès la mi-décembre (si les conditions de neige le permettent), les pistes de ski de fond de la Station Duchesnay offrent un réseau de 51 km de sentiers linéaires répartis en plusieurs parcours dont 35,5 km pour le pas classique et 15,5 km pour le pas de patin. Cette station touristique offre aussi 30,5 km de sentiers de raquette. Ce réseau de pistes offre quatre refuges chauffés au bois, un centre de ski bien équipé, une école de ski, avec un service de location d'équipement pour sports de glisse. À cette station touristique de la SÉPAQ, les adeptes de plein air peuvent pratiquer différents sports de glisse dont le ski à patin.
Dès la fin janvier, le sentier du Sommet (de niveau expert) est réservé au pas de patin (3,5 km, dénivelé positif de 139 m et négatif de 157 m); ce sentier de ski de fond est tracé les vendredis, samedis et dimanches. Ce sentier donne accès au refuge du Sommet qui comporte quatre places. Une carte des sentiers permet aux utilisateurs de se diriger en forêt.
Les diverses randonnées forestières conduisent à de nombreux points d'observations: tourbières, érablière, zone d'entourbement, les forêts où l'érable à sucre est généralement prédominante, vues sur le lac Saint-Joseph, les hauts plâteaux, les sommets... Les sentiers de diverses longueurs et offrant divers niveaux de difficultés sont équipés de plusieurs passerelles, belvédères, escaliers de bois et une signalisation de sentiers. Tous les sentiers débutent au pavillon Horizon.

### Piste multifonctionnelle
La piste multifonctionnelle Jacques-Cartier/Portneuf traverse les hautes paroisses du comté de Portneuf en passant tout près du barrage de Duchesnay, près de l'Auberge Duchesnay, au sud de la station touristique Duchesnay.
La gare de Rivière-à-Pierre est le point terminal (soit le 68e km) de cette piste, qui est désignée la no. 6 de la "Route verte" depuis 2007. Le projet d'aménagement de cette piste avait été initié en 1993 par des leaders de la région et a été officiellement ouverte au public en juillet 1998. Grâce aux démarches des MRC de Portneuf et MRC de la Jacques-Cartier pour l'acquisition des terrains, cette piste a été aménagée sur l'emprise de l'ancienne voie ferrée désaffectée du Canadien National (désigné "Corridor des cheminots"), reliant Rivière-à-Pierre à Sainte-Catherine-de-la-Jacques-Cartier. En partant de Rivière-à-Pierre, cet ex-corridor des cheminots traverse, d'est en ouest, une série de villages pittoresques du comté de Portneuf en suivant généralement la route 367:
- Saint-Léonard-de-Portneuf (km 39,3),
- Saint-Raymond (km 32,5),
- Lac-Sergent (km 21,7),
- Sainte-Catherine-de-la-Jacques-Cartier (km 14), avec un passage au sud de la station touristique Duchesnay,
- Shannon (km 4,6),
- Saint-Gabriel-de-Valcartier (km 0)[3].

Cette piste comporte divers points de services (à proximité) pour les randonneurs: hébergement, restaurant, dépanneur, toilettes publiques, aires de repos, abris, tables de pique-nique, quelques points d'eau potable, stationnement, etc. Elle offre aussi des paysages enchanteurs et des sites d'observation (ex.: le barrage Duchesnay) avec des belvédères aménagés. Cette piste se connecte aussi à d'autres pistes cyclables (ex.: la piste Dansereau de 16 km reliant Pont-Rouge à Sainte-Catherine-de-la-Jacques-Cartier) ou des pistes de vélo de montagne. Cette piste est surtout empruntée par les cyclistes, les marcheurs et les patineurs à roues alignées; et en hiver, par des adeptes de raquettes, de ski de fond ou de marche.

### Auberge Duchesnay
Inaugurée en décembre 2003, l'Auberge Duchesnay constitue un centre d'hébergement de 48 chambres et de gastronomique pour les touristes ou les rencontres d'affaire. Situé près de l'embouchure du Lac Saint-Joseph, soit au sud du territoire de la Station touristique Duchesnay, l'Auberge Duchesnay, les trois pavillons (comportant 8, 12 et 20 chambres comportant chacun une salle de séjour avec foyer) et les 14 unités de chalets au bord de l'eau sont dotés d'une architecture pittoresque avec des façades extérieures généralement de bois rond. Les pavillons ont fait l'objet d'une rénovation majeure en 2021; ils sont des vestiges du vaste campus d'une école de foresterie. La montagne au nord-ouest près de l'Auberge s'élève à 247 m.
Ce complexe hôtelier offre une grande variété d'activités récréotouristiques qui s'intègrent à la station touristique Duchesnay. Cet établissement participe au programme de reconnaissance en développement durable.